# Protazteca elongata
Protazteca elongata är en myrart som beskrevs av Carpenter 1930. Protazteca elongata ingår i släktet Protazteca och familjen myror. Inga underarter finns listade i Catalogue of Life.